# Кулаковка (приток Полоны)
Кулаковка — река в России, протекает в Окуловском районе Новгородской области. В устье у деревни Сутоки Вторые река, сливаясь с Шилдушкой даёт начало реке Полона. Длина реки составляет 12 км.
На берегу реки стоят деревни Памозово, Горбово, Сухово, Глухово
У деревень Памозово и Горбово русло реки перекрыто плотиной. Здесь высота реки меняется с 122,1 м на 119 м.

## Данные водного реестра
По данным государственного водного реестра России относится к Балтийскому бассейновому округу, водохозяйственный участок реки — Мста без реки Шлина от истока до Вышневолоцкого, речной подбассейн реки — Волхов. Относится к речному бассейну реки Нева (включая бассейны рек Онежского и Ладожского озера).
Код объекта в государственном водном реестре — 01040200212102000021107.